# Рохас, Бруно
Артуро Бруно Рохас да Силва (исп. Arturo Bruno Rojas da Silva; род. 27 мая 1993, Кочабамба) — боливийский легкоатлет, специалист по бегу на короткие дистанции. Выступал на профессиональном уровне в 2009—2021 годах, победитель и призёр ряда крупных международных стартов, многократный чемпион Боливии, действующий рекордсмен страны в беге на 100 и 200 метров, участник двух летних Олимпийских игр.

## Биография
Бруно Рохас родился 27 мая 1993 года в Кочабамбе, Боливия. По другим данным, место рождения — Рио-де-Жанейро, Бразилия. Его отец — боливиец, а мать — бразильянка. В детстве играл в футбол, в возрасте 15 лет перешёл в лёгкую атлетику.
Впервые заявил о себе на международном уровне в сезоне 2009 года, когда вошёл в состав боливийской сборной и выступил в беге на 200 метров на юношеском мировом первенстве в Брессаноне.
В 2010 году представлял Боливию на юношеских Олимпийских играх в Сингапуре, являлся знаменосцем боливийской делегации на церемонии открытия Игр.
В 2011 году бежал 100 и 200 метров на чемпионате Южной Америки в Буэнос-Айресе.
В 2012 году на чемпионате Боливии в Сукре превзошёл всех соперников в беге на 100 метров, установив при этом ныне действующий рекорд страны — 10,36. Стартовал в дисциплинах 100 и 200 метров на юниорском мировом первенстве в Барселоне и на молодёжном южноамериканском первенстве в Сан-Паулу. Благодаря череде успешных выступлений удостоился права защищать честь страны на летних Олимпийских играх в Лондоне — в программе 100 метров благополучно преодолел предварительный квалификационный этап, но в четвертьфинале выступил неудачно.
В 2013 году бежал 100 и 200 метров на Боливарианских играх в Трухильо, где также стал пятым в эстафете 4×100 метров.
На молодёжном южноамериканском первенстве 2014 года в Монтевидео в дисциплинах 100 и 200 метров финишировал седьмым и пятым соответственно.
В 2015 году на чемпионате Южной Америки в Лиме выступил в беге на 100 метров, занял седьмое место в беге на 200 метров.
В 2016 году на домашнем старте в Кочабамбе установил ныне действующий рекорд Боливии в беге на 200 метров на открытом стадионе — 21,77. На иберо-американском чемпионате в Рио-де-Жанейро дошёл в 100-метровой дисциплине до полуфинала.
На Боливарианских играх 2017 года в Санта-Марте стартовал в беге на 200 метров, вместе с соотечественниками показал четвёртый результат в эстафете 4×100 метров.
В 2019 году на чемпионате Южной Америки в Лиме соревновался на дистанциях 100 и 200 метров, занял седьмое место в эстафете 4×100 метров.
В 2021 году принимал участие в Олимпийских играх в Токио — в зачёте 100 метров не смог преодолеть предварительный квалификационный этап. По окончании токийской Олимпиады завершил спортивную карьеру.